# Борец байкальский
Боре́ц байка́льский (лат. Aconitum baicalense) — многолетнее травянистое растение, вид рода Борец (Aconitum) семейства Лютиковые (Ranunculaceae).

## Распространение и экология
Ареал вида охватывает Восточную Сибирь, Китай и Монголию. Описан из Забайкалья.
Произрастает по степям, падям, лугам и в лесах.

## Ботаническое описание
Корневище в виде двух продолговатых клубней. Стебель высотой до 1 м, крепкий, прямой, ветвистый, голый или в сцв. слабо опушенный, иногда стебель короткий, до 40 см.
Листья серо-зелёные, длиной до 10 см, шириной до 12 см, до основания рассечены на пять широко-ланцетовидных, к основанию суживающихся сегментов, каждая доля распадается на две—три ланцетные дольки шириной 4—5 мм, с туповато-заострёнными зубцами, ширина средней доли в нерасчлененной части 5—7 мм. Наиболее густо облиствена средняя часть стебля.

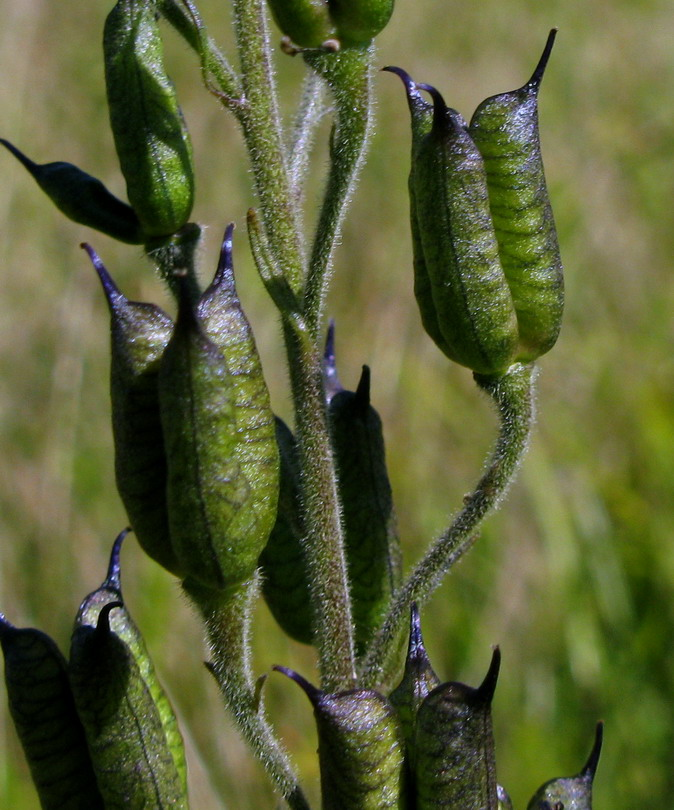
Плоды (листовки) борца байкальского. Окр. пос. Танзыбей, Красноярский край, Ермаковский район

Соцветие — конечная длинная кисть. Цветки крупные, синие, длиной до 3 см, шириной около 1,3 см, превышающих цветоножку, с дугообразно загнутым носиком; шлем высотой до 1 см, длиной около 2 см, шириной на уровне носика около 1.5 см, отодвинут от боковых листочков околоцветника, совершенно голый; боковые листочки околоцветника округло-треугольные, длиной и шириной до 1,5 см, снаружи совершенно голые, с внутренней стороны с редкими длинными волосками; нижние доли неравные, длиной до 1—1,2 см, шириной до 0,3 и 0,5 см. Нектарники с изогнутым ноготком, небольшим, диаметром в 1 мм, головчатым шпорцем и вздутой пластинкой, шириной 2—2,5 мм, заканчивающейся небольшой выемчатой губой.

## Значение и применение
Интересные результаты получены в экспериментах при изучении действия данного растения. Выявлены две его важные особенности: сильный обезболивающий и слабый цитостатический эффект. Спиртовая настойка травы борца байкальского в эксперименте оказывала умеренный, непосредственно тормозящий эффект на рост перевиваемых опухолей.

## Таксономия
Вид Борец байкальский входит в род Борец (Aconitum) трибы Живокостные (Delphinieae) подсемейства Лютиковые (Ranunculoideae) семейства Лютиковые (Ranunculaceae) порядка Лютикоцветные (Ranunculales).
|  |                       |  |                                               |                                               |                                         |  | ещё четыре подсемейства (согласно Системе APG II) | ещё четыре подсемейства (согласно Системе APG II) |                                           |  |  |  | ещё 2 рода              | ещё 2 рода            |  |  |
|  |                       |  |                                               |                                               |                                         |  | ещё четыре подсемейства (согласно Системе APG II) | ещё четыре подсемейства (согласно Системе APG II) |                                           |  |  |  | ещё 2 рода              | ещё 2 рода            |  |  |
|  |                       |  |                                               | семейство Лютиковые                           |                                         |  |                                                   |                                                   | триба Живокостные                         |  |  |  |                         | вид Борец байкальский |  |  |
|  |                       |  |                                               | семейство Лютиковые                           |                                         |  |                                                   |                                                   | триба Живокостные                         |  |  |  |                         | вид Борец байкальский |  |  |
|  | порядок Лютикоцветные |  |                                               |                                               | подсемейство Лютиковые (Ranunculoideae) |  |                                                   |                                                   | род Борец, или Аконит                     |  |  |  |                         |                       |  |  |
|  | порядок Лютикоцветные |  |                                               |                                               |                                         |  |                                                   |                                                   |                                           |  |  |  |                         |                       |  |  |
|  |                       |  | ещё десять семейств (согласно Системе APG II) | ещё десять семейств (согласно Системе APG II) |                                         |  |                                                   | ещё восемь триб (согласно Системе APG II)         | ещё восемь триб (согласно Системе APG II) |  |  |  | ещё от 250 до 300 видов |                       |  |  |
|  |                       |  |                                               | ещё десять семейств (согласно Системе APG II) |                                         |  |                                                   |                                                   | ещё восемь триб (согласно Системе APG II) |  |  |  |                         |                       |  |  |